# Gonocerus acuteangulatus
Gonocerus acuteangulatus är en halvvingeart som först beskrevs av Johann August Ephraim Goeze 1778. Gonocerus acuteangulatus ingår i släktet Gonocerus, och familjen bredkantskinnbaggar, Coreidae. Arten är nyligen funnen på svenska västkusten med de första fynden i Sverige, bland annat i Västergötland.

## Bildgalleri

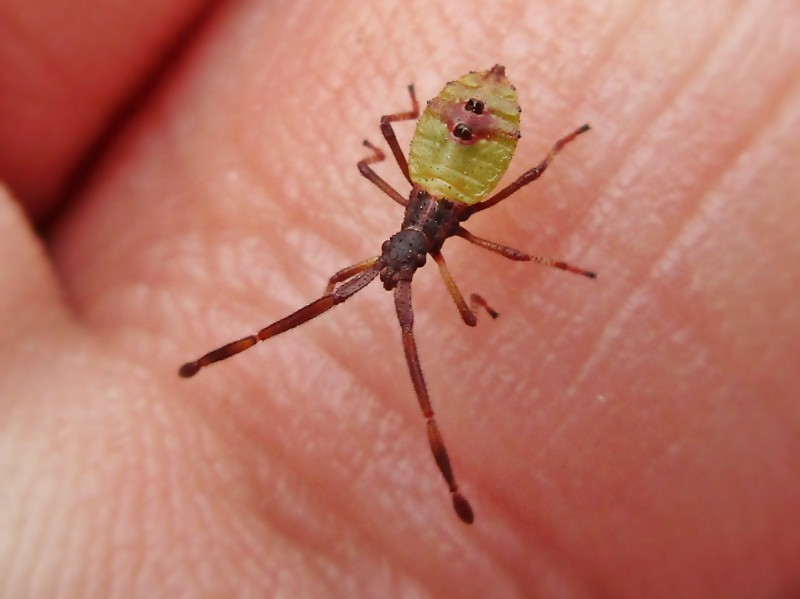
Ung nymf
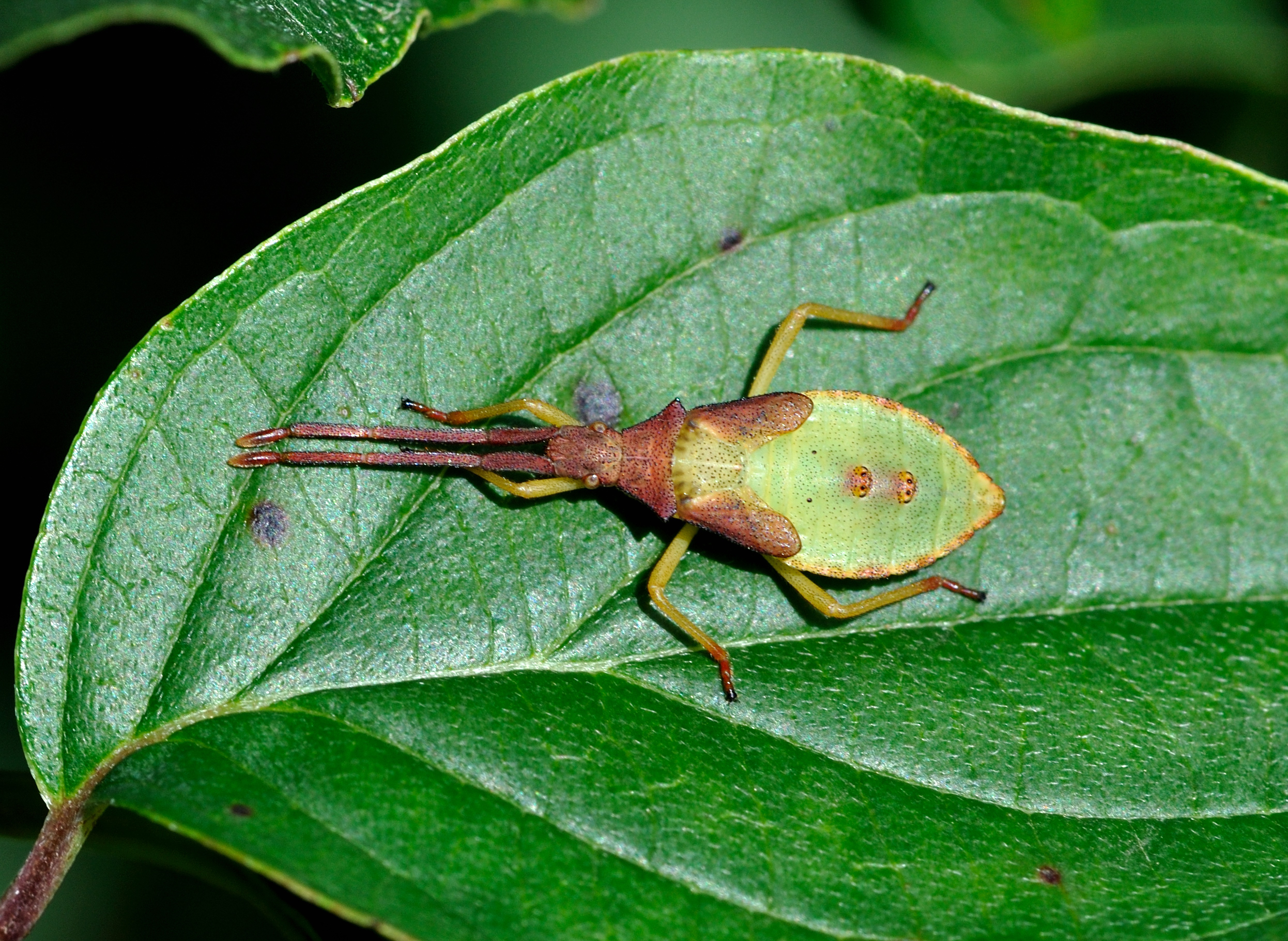
Äldre nymf
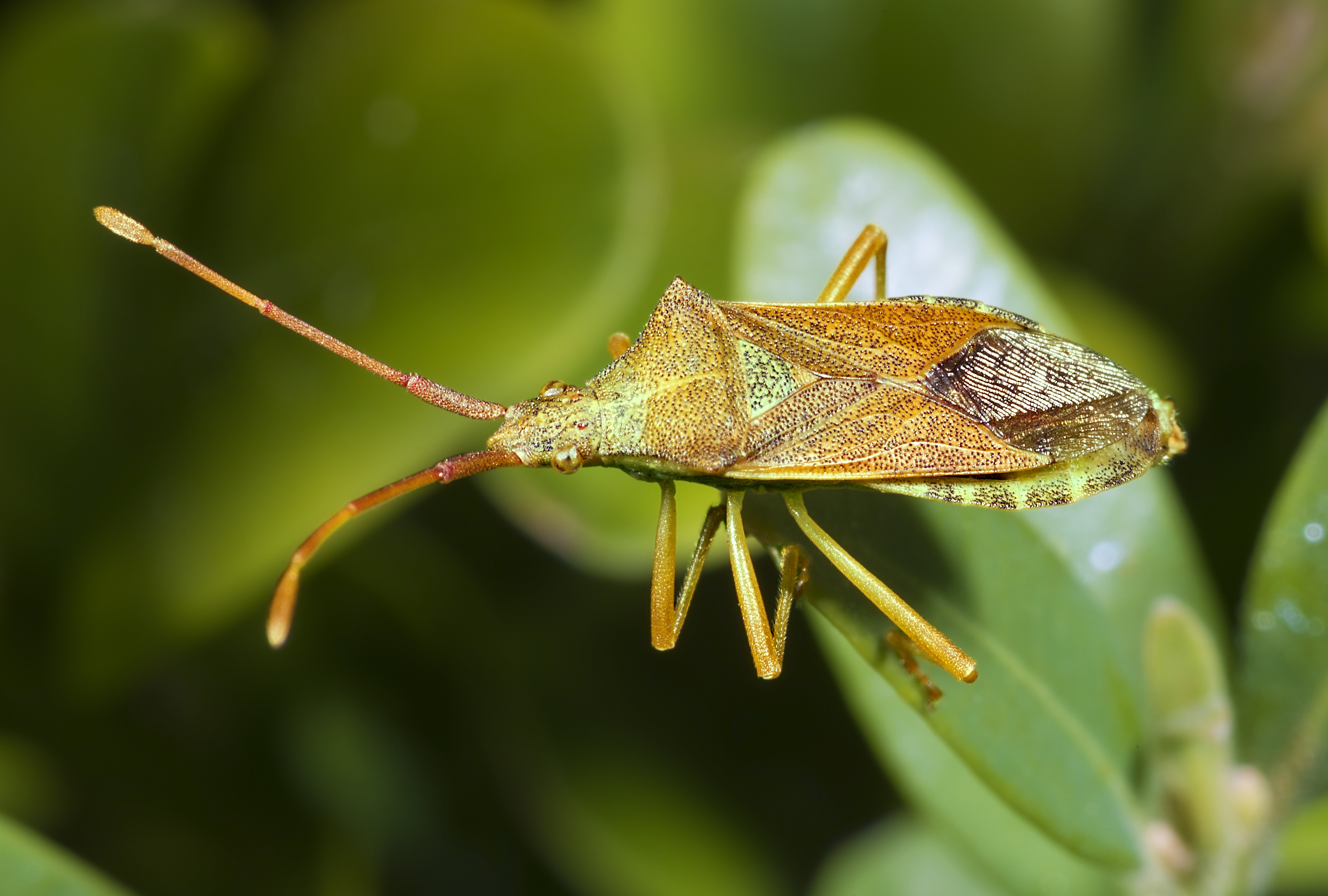
Imago skinnbagge
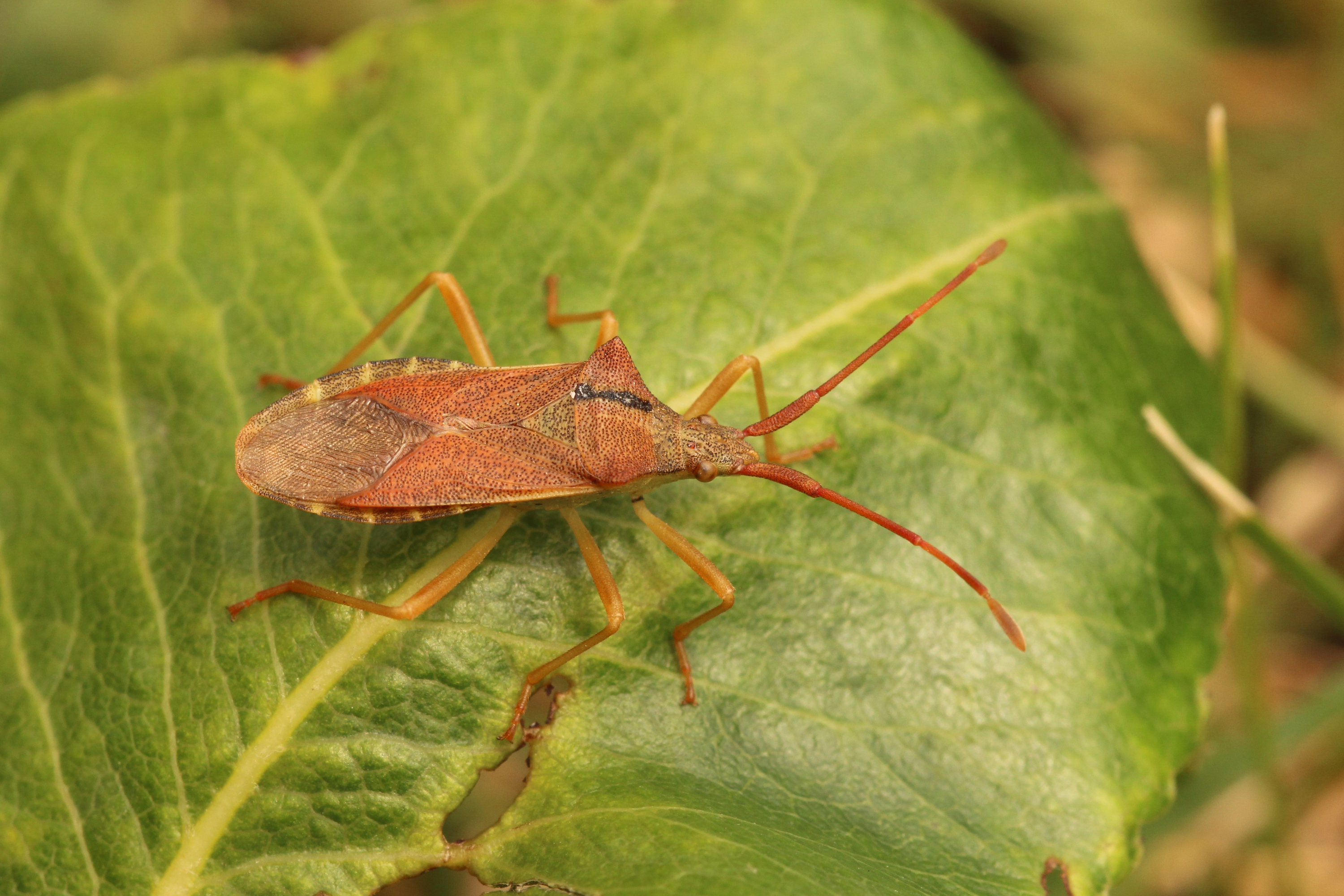
Imago skinnbagge